# Neusticomys
Neusticomys là một chi động vật có vú trong họ Cricetidae, bộ Gặm nhấm. Chi này được Anthony miêu tả năm 1921. Loài điển hình của chi này là Neusticomys monticolus Anthony, 1921.

## Các loài
Chi này gồm các loài:
- Neusticomys ferreirai
- Neusticomys oyapocki
- Neusticomys monticolus
- Neusticomys mussoi
- Neusticomys peruviensis
- Neusticomys venezuelae
- Neusticomys vossi